# Sinus Successus

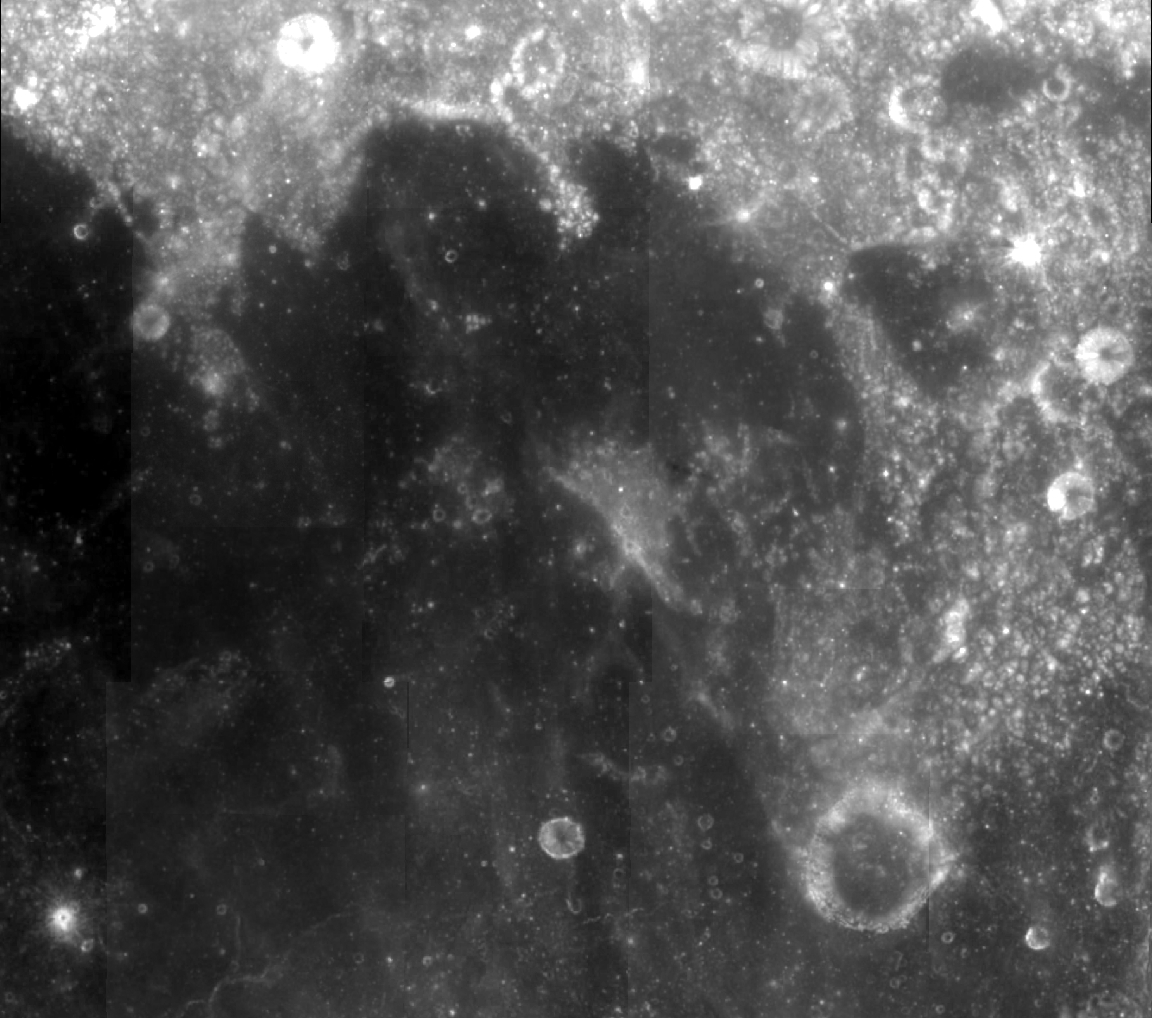
Sinus Successus.

Sinus Successus (česky Záliv úspěchu) je severovýchodní výběžek Mare Fecunditatis (Moře plodnosti) poblíž rovníku na přivrácené straně Měsíce. Na jeho východním okraji leží zatopený kráter Condon (dříve se jmenoval Webb R).
Střední selenografické souřadnice zálivu jsou 1,1° S a 58,5° V. V terénu severozápadně od zálivu bylo místo přistání dvou sovětských kosmických sond Luny 18 a Luny 20.